# Leptochiton bednalli
Leptochiton bednalli is een keverslakkensoort uit de familie van de Leptochitonidae. De wetenschappelijke naam van de soort is voor het eerst geldig gepubliceerd in 1912 door Torr.